# Sprzedawca marzeń
Sprzedawca marzeń (wł. L'uomo delle stelle) – włoski dramat filmowy z 1995 roku; piąta fabuła w reżyserskim dorobku Giuseppe Tornatore.
Film był nominowany do Oscara za najlepszy film nieangielskojęzyczny.

## Obsada
- Sergio Castellitto - Joe Morelli (Giuseppe Romolo)
- Tiziana Lodato - Beata
- Franco Scaldati - Brigadiere Mastropaolo
- Leopoldo Trieste - Mute

## Produkcja
Zdjęcia kręcono w następujących lokacjach na terenie Włoch według regionów:
- Basilicata (Matera);
- Lacjum (Bagnoregio w prowincji Viterbo);
- Sycylia
  - prowincja Enna (Morgantina k. Aidone);
  - prowincja Palermo (Gangi);
  - prowincja Ragusa (Ragusa, Monterosso Almo);
  - prowincja Syrakuzy (Marzamemi);
  - prowincja Trapani (Poggioreale)[1][2].